# Comuna Penkî, Starokosteantîniv
Penkî (în ucraineană Пеньки) este o comună în raionul Starokosteantîniv, regiunea Hmelnîțkîi, Ucraina, formată din satele Andronivka, Bovkunî, Draci, Krînîțea, Penkî (reședința) și Zalissea.

## Demografie
Componența lingvistică a comunei Penkî
     Ucraineană (99,13%)
     Alte limbi (0,87%)
Conform recensământului din 2001, majoritatea populației comunei Penkî era vorbitoare de ucraineană (99,13%), existând în minoritate și vorbitori de alte limbi.